# Drosophila nigribasis
Drosophila nigribasis är en tvåvingeart som beskrevs av Elmo Hardy 1969. Drosophila nigribasis ingår i släktet Drosophila och familjen daggflugor.
Artens utbredningsområde är Hawaii.